# Monte Jafferau
Der Monte Jafferau ist ein 2805 m s.l.m. hoher Berg in den Cottischen Alpen in Italien im Grenzgebiet zu Frankreich. Er erhebt sich östlich der Stadt Bardonecchia linksseitig der Dora di Bardonecchia und trennt das Gebiet von Bardonecchia von Valfredda. Der Nordgipfel trägt den Namen Testa del Ban (2652 m, ) und hat eine Schartenhöhe von rund 30 Meter.
Auf dem Gipfel befindet sich das am Ende des 19. Jahrhunderts erbaute Fort Jafferau, eine bedeutende Festung, Teil des Vallo Alpino und eine der höchsten Befestigungsanlagen der Cottischen Alpen. Von Salbertrand führt eine Straße zum Fort auf dem Gipfel.
Der Monte Jafferau ist ein beliebtes Ziel für Endurofahrer. Anfahrtsmöglichkeiten bestehen u. a. von Salbertrand und Savoulx aus. Denzel SG 4.
Die Pisten des Monte Jafferau sind Teil des Skigebiets von Bardonecchia.